# Femmes des ruines
Les « femmes des ruines » (en allemand : die Trümmerfrauen, de Trümmer signifiant « décombres » et Frauen « femmes ») sont les femmes qui, après la Seconde Guerre mondiale, aidèrent à débarrasser les villes des ruines des bâtiments qui avaient été bombardés. Elles travaillaient aux côtés de professionnels de l’enlèvement de gravats, de prisonniers de guerre et de travailleurs forcés anciens nationaux-socialistes.

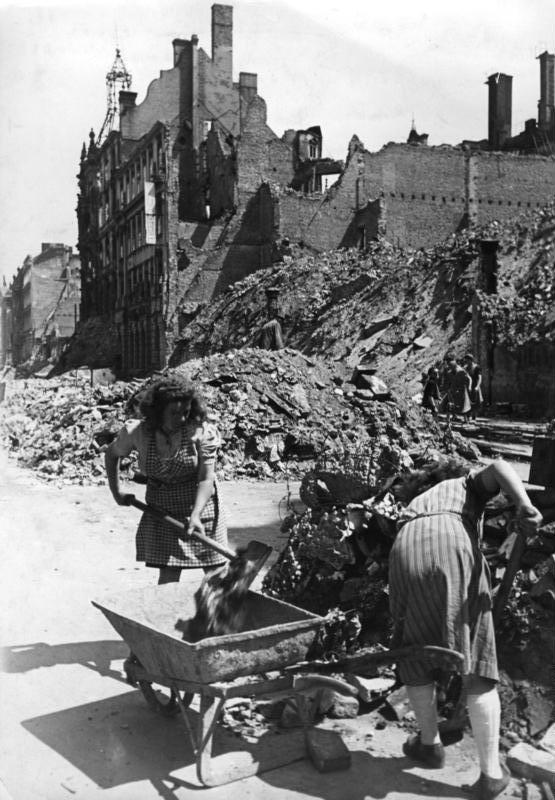
Berlin, juillet 1946. Des femmes déblaient la Jägerstraße.

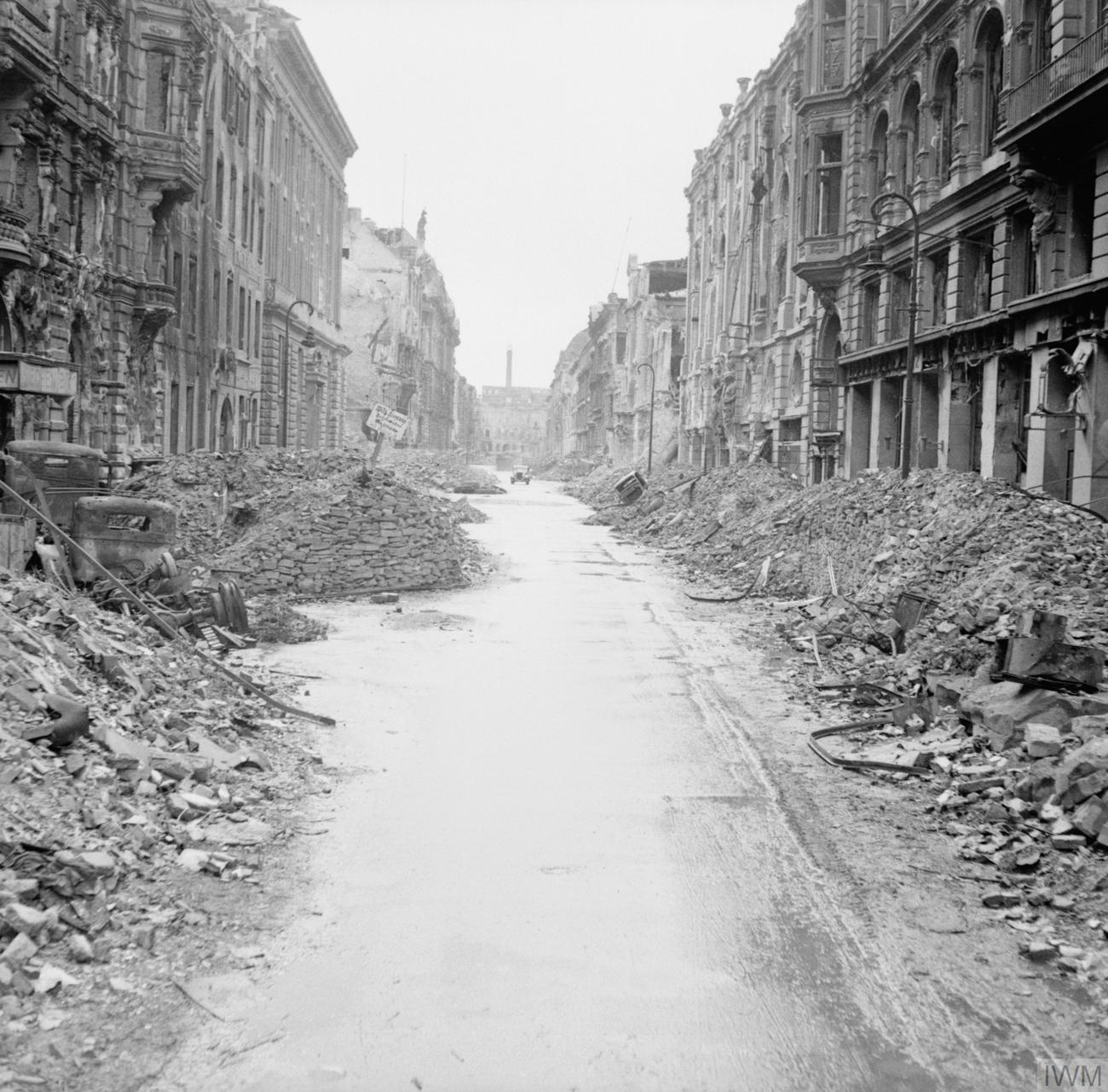
Berlin, une rue proche dUnter den Linden, le 3 juillet 1945.

Le thème de l'Allemagne en ruines et de sa reconstruction a donné naissance à un courant littéraire, la Trümmerliteratur, la « littérature des ruines ».

## En Allemagne

### 1945 et 1946
Les femmes âgées de 15 à 50 ans avaient reçu l’ordre des puissances d’occupation alliées de participer à la reconstruction du pays en dégageant les rues. La loi n°32 du 10 juillet 1946 du Conseil de contrôle allié abrogea partiellement les dispositions relatives à la santé et à la sécurité des femmes au travail adoptées antérieurement. Beaucoup d’hommes ayant perdu la vie à la guerre, en 1945, on comptait parmi les femmes des ruines des mères veuves contraintes de travailler.
Pendant la guerre, environ quatre millions de logements ont été détruits par les raids aériens alliés sur l’ensemble du territoire allemand ainsi que de nombreuses usines. Après la capitulation, on estima qu’en remplissant quotidiennement dix trains de cinquante wagons chacun, il faudrait seize ans pour déblayer Berlin, où le quart seulement des édifices étaient restés intacts.
Les entreprises chargées de déblayer les rues des villes allemandes, inscrivaient ces femmes dans leur registre sous le nom de Bauhilfsarbeiterin (« ouvrière d’aide à la construction »), Trümmerarbeiterin (« ouvrière des ruines ») ou encore Arbeiterin für Enträumungsarbeiten (« ouvrière de déblaiement »).
Les principaux travaux consistaient en la démolition des bâtiments endommagés restés debout, le plus souvent à l’aide de treuils manuels ou de pioches, les techniques lourdes étant plus rarement utilisées.
Après la démolition, les briques qui n’avaient pas été endommagées étaient récupérées et réutilisées pour les réparations et la construction de nouveaux bâtiments. Ces briques étaient transportées jusqu’à la route grâce à des chaînes humaines. Là, elles étaient placées sur des supports en bois ou d’autres supports solides et l’on retirait à l’aide d’un maillet ou d’une hachette de plâtrier les restes de mortier. Les briques nettoyées étaient ensuite empilées.
Les instructions étaient les suivantes : sur chaque emplacement, il devait y avoir seize briques (4 x 4), douze couches empilées les unes sur les autres et enfin un tas central de huit briques, de façon à former des piles de deux cents briques, assurer leur stabilité et faciliter le comptage.
Des demi-briques, des poutres, des poutres d’acier, des cuisinières, des lavabos, des cuvettes de toilettes, des tuyaux et bien d’autres objets étaient aussi réutilisés.
Les débris étaient transportés dans des brouettes poussées par des femmes des ruines, des charrettes tirées par des chevaux, des trains de campagne (les « trains des ruines »), des camions ou des tramways de travail. Les morceaux de briques qui n’étaient plus utilisables étaient envoyés dans de grandes zones de stockages où s’amassaient alors des montagnes de gravats, ou bien ils étaient réduits en poussière dans des moulins à briques (aussi appelés « usines de traitement des gravats », « usines de concassage », « usines de recyclage des gravats »), qui étaient souvent construits près des sites en ruine.
Le déblaiement de ces ruines laissées par le Bombenkrieg (bombardements stratégiques alliés sur l'Allemagne nazie) conduiront à l'édification des Schuttbergen, véritables « montagnes de gravats », comme le Teufelsberg à Berlin. La farine ou le granulat obtenu servait à combler des cratères de bombes, à construire des routes et des voies navigables ou à fabriquer de nouvelles briques.
En plus des femmes des ruines qui travaillaient dans les décombres, on trouvait aussi des bénévoles qui les soutenaient dans leur travail. Ils travaillaient par tous les temps, en groupes de travail de 10 à 20 personnes, groupes que l’on nommait files.

### Le déblaiement
Environ 25 pour cent des 16 millions d’habitations en Allemagne étaient totalement détruits et environ la même proportion était gravement endommagée. La moitié des bâtiments scolaires étaient inutilisables, tout comme l’étaient environ 40 pour cent des installations routières.
En 1951, la « Nationale Aufbauwerk » (l’usine nationale de reconstruction) fut fondée en RDA. Elle coordonnait notamment le travail des femmes des ruines.
En République fédérale d’Allemagne, les travaux de déblaiement étaient considérés comme des travaux d’urgence.
Dans plusieurs villes allemandes comme Berlin, Dresde, Hambourg, Leipzig, Magdebourg et Nuremberg, des lignes ferroviaires furent spécialement créées pour la réalisation de ces travaux. Ces « lignes des ruines » transportaient des centaines de millions de mètres cubes de débris de guerre des centres-villes vers la périphérie pour qu’ils puissent y être enterrés ou entassés. Les femmes des ruines avaient souvent pour tâche de charger ces trains.

### Reconnaissance des réalisations et des problèmes
Les réalisations des femmes des ruines, en particulier en Allemagne de l’Est, furent mises à l’honneur lors de célébrations, avec, par exemple, la construction de monuments à leur mémoire, l’organisation d’expositions, des remises de prix, etc.
En RDA, les femmes des ruines qui avaient travaillé bénévolement et qui avaient pu prouver plusieurs centaines d’heures de travail pour la reconstruction reçurent le titre de « militante de la première heure ».
L’image figurant sur les nouvelles pièces de 50 pfennig en RFA lors de l’introduction du Deutsche Mark en 1949 fut l’un des premiers hommages qui leur fut rendu. Il y figure une femme en train de planter un chêne, censée représenter à la fois les travailleuses forestières qui s’occupaient du reboisement et les femmes des ruines.

Dans un discours prononcé le 30 septembre 1949 devant le Bundestag, dans lequel elle réclamait une aide massive pour Berlin, Louise Schroeder exigea la reconnaissance globale du travail accompli par les femmes des ruines :
« Ce sont nos femmes qui, à mains nues, ont nettoyé les décombres, éloignant ainsi tout danger de mort de nos rues […] Et en tant que femme, je dois dire que nous avons ici un devoir qui engage notre honneur, un devoir envers celles qui, malgré leurs cheveux blancs, sont restées dans la rue pour déblayer les décombres, et qui, se retrouvent soudainement au chômage parce que nous ne pouvons plus les payer. »  
Le 2 mai 1952, le président de la République fédérale d’Allemagne Theodor Heuss décerna la croix fédérale du Mérite à trente-deux femmes des ruines et dix-sept ouvrières du déblaiement.
En 1965, vingt ans après la fin de la guerre, des rédacteurs en chef de journaux de Berlin-Est et des associations telles que le « Nationale Front » (Front national de la  République démocratique allemande), la DFD (Ligue démocratique des femmes d’Allemagne) et la FDJ (Jeunesse libre allemande) publièrent un appel à témoin incitant les femmes des ruines à se manifester. Environ mille personnes répondirent à cet appel et partagèrent ainsi avec le public leurs photos, leurs expériences et même des objets. Les responsables du projet organisèrent finalement une fête d’État  pour ces militantes dans la salle des congrès de l’Alexanderplatz, où le maire Friedrich Ebert  prononça un discours officiel. La célébration avait pour devise : « Une place d’honneur au cœur de Berlin ». Une centaine d’entreprises avaient fait des dons en nature ou d’argent, constituant ainsi les lots à gagner lors de la tombola organisée pour les invités d’honneur.
En 1986, Ruth-Silvia Niendorf, une ancienne femme des ruines, se suicida à Berlin-Ouest car elle se trouvait dans l’incapacité de payer une augmentation de son loyer de 76 marks avec sa petite retraite de 700 marks,. À la suite de cela, l’association de protection des personnes âgées la Panthère Grise (Graue Panther), qui exista de 1989 à 2008, fit du 9 juillet la Journée de commémoration des femmes des ruines. Depuis 1987, les femmes des ruines qui sont encore en vie se réunissent avec leurs proches sur la Hermannplatz à Berlin et se rendent ensuite au mémorial qui leur est dédié dans le parc d’Hasenheide afin d’y déposer une gerbe de fleurs.
En 2016, l'historienne allemande Leonie Treber publie Mythos Trümmerfrauen (Le mythe des femmes des ruines), dans lequel elle montre que les femmes des ruines ont existé mais en très petit nombre, jouant un rôle marginal dans le déblaiement des ruines[réf. nécessaire].

## En Autriche
En 2005, le gouvernement fédéral autrichien décida de verser une prime unique de 300 euros aux femmes des ruines qui étaient encore en vie à condition qu’elles soient nées avant 1931, qu’elles aient eu au moins un enfant avant 1951 et qu’elles soient considérées comme étant dans le besoin. En 2007, 44 000 Autrichiennes touchèrent cette prime.
D’après de nouvelles recherches, l’image enjolivée des femmes des ruines, construite en RDA, fut adoptée en Autriche à partir des années 1960. Même si les femmes des ruines n’apparaissaient pas encore sur les photos de presse publiées en Autriche dans l’immédiat après-guerre, elles furent finalement intégrées au répertoire pictural aussi bien comme le symbole d’un nouveau départ que comme le marqueur d’une construction identitaire.

## Dans les autres pays
Dans tous les pays et grandes villes détruits par les combats de la Seconde Guerre mondiale, il fallut rendre les centres de nouveau habitables. La situation de la main-d’œuvre disponible n’était guère différente de  celle de l’Allemagne ou de l’Autriche. Dans la mesure où les hommes étaient minoritaires du fait de leur participation à la guerre, du travail forcé ou de l’emprisonnement, là aussi, plus de femmes que d’hommes étaient employées. Cependant on ne sait pas si le terme de femmes des ruines était également utilisé.

## Mémorial
Des monuments à la mémoire des « Femmes des ruines » et parfois également des « Hommes des ruines » (Trümmermänner) se trouvent dans de nombreuses villes allemandes.

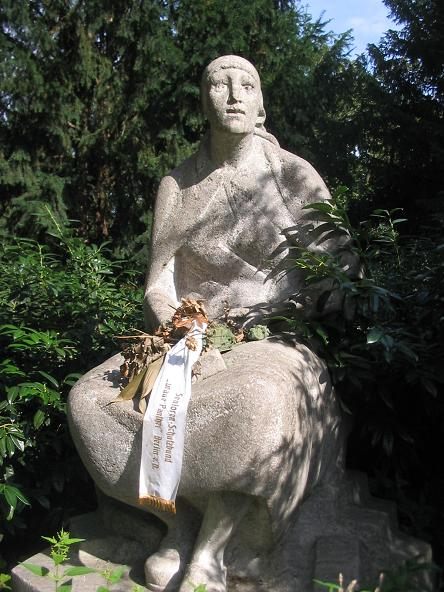
Trümmerfrau, Berlin, sculpture de Katharina Szelinski-Singer, 1955.
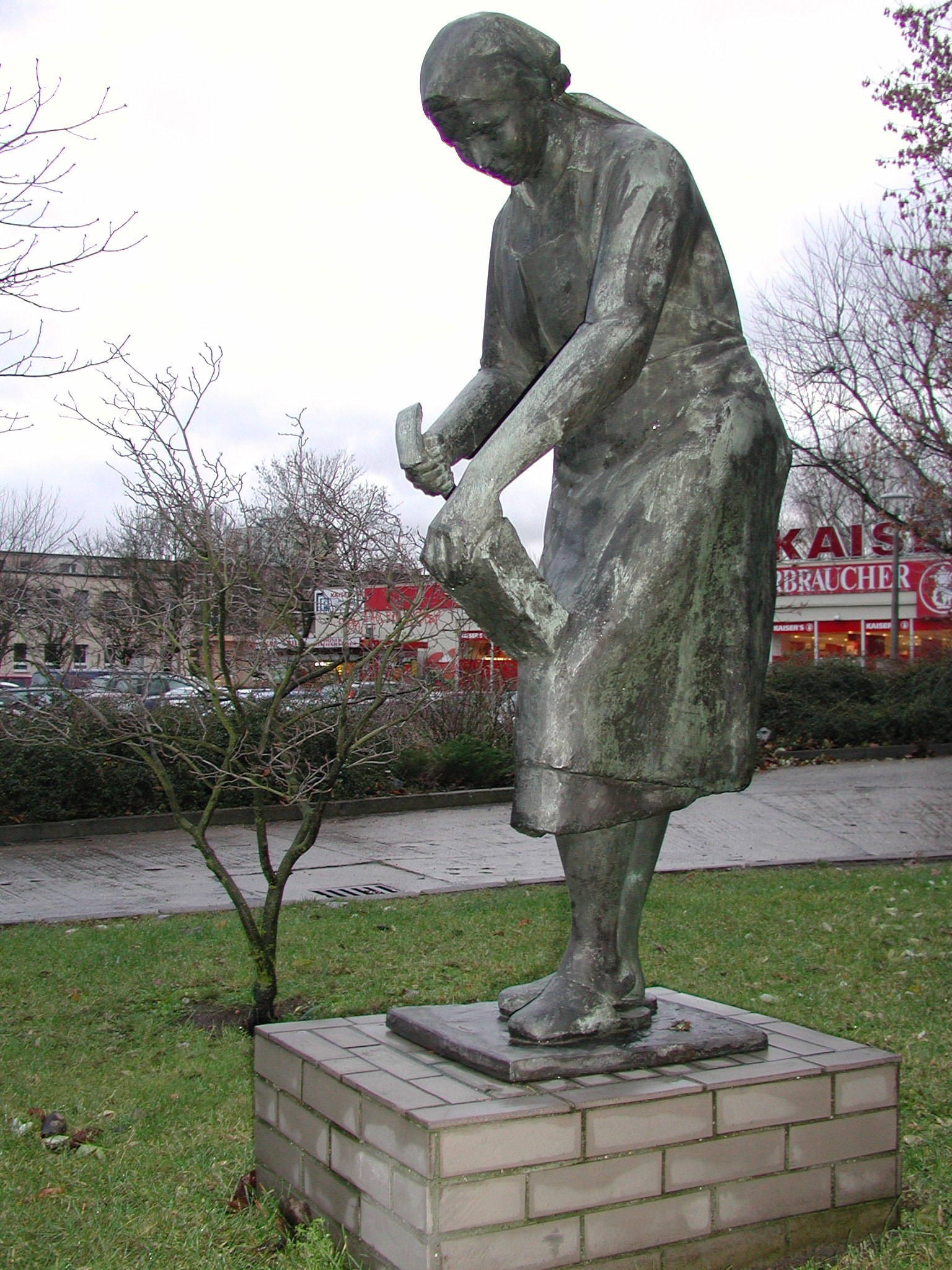
Trümmerfrau, Berlin.
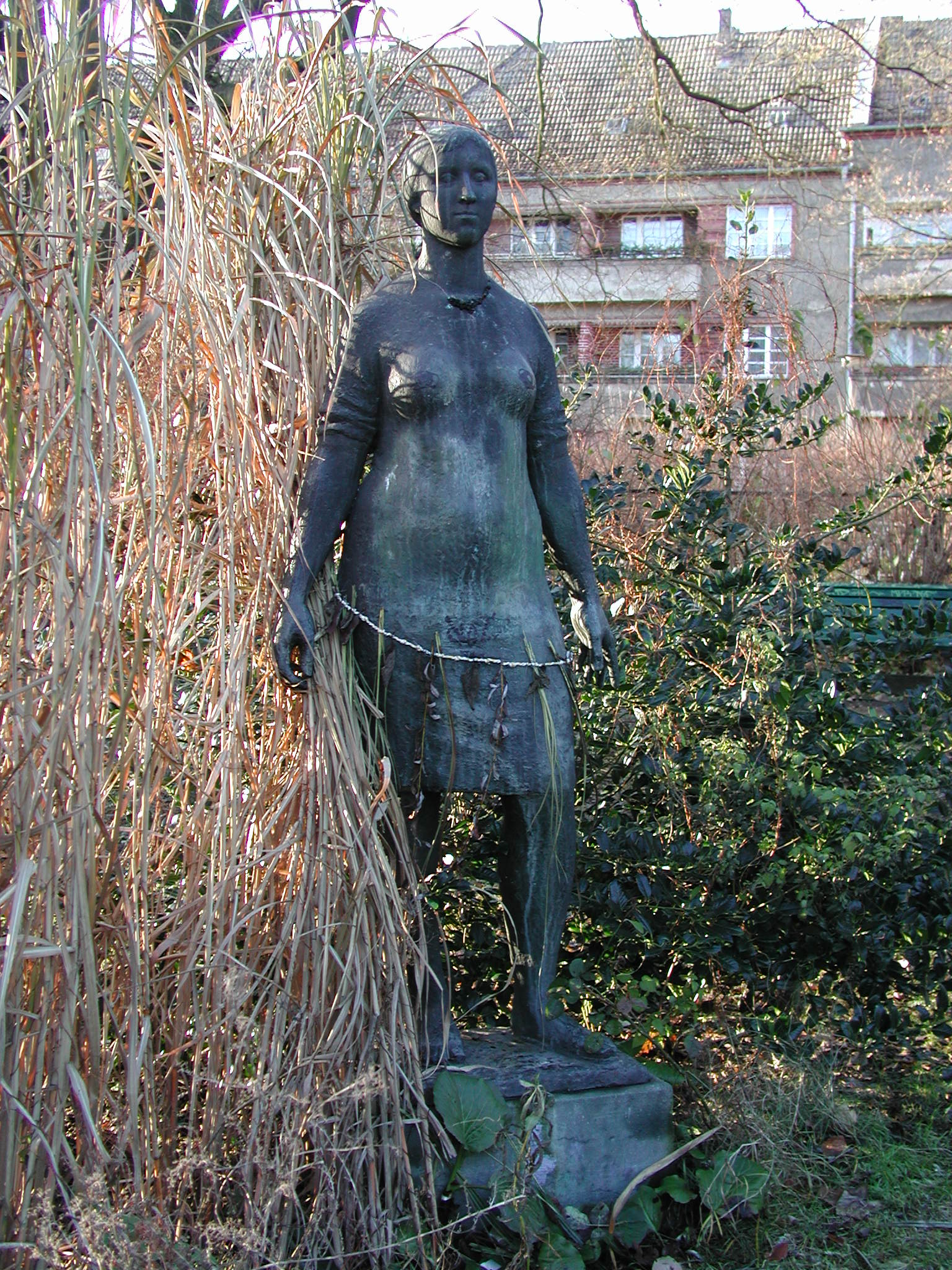
Berlin Weißensee.
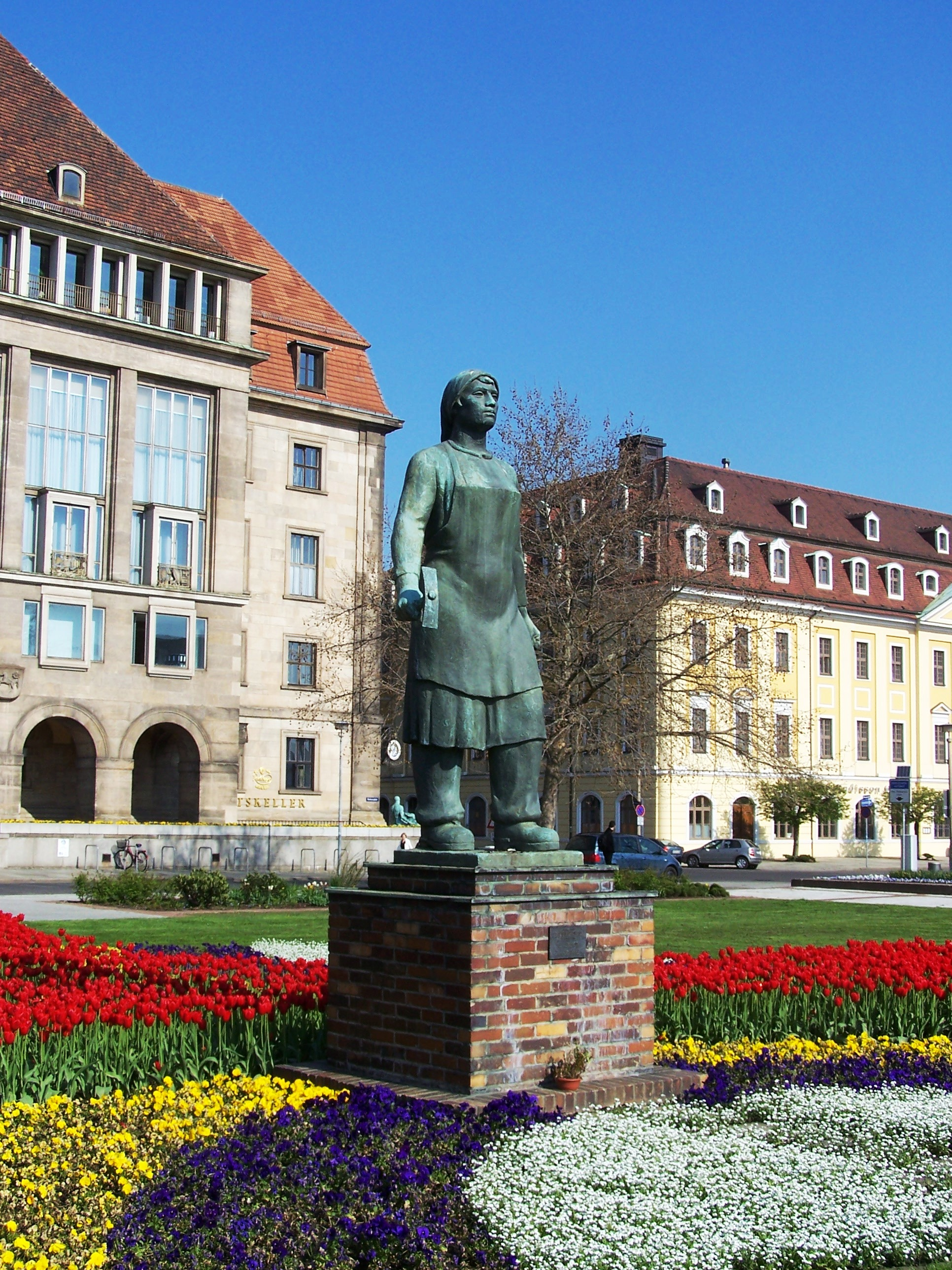
Trümmerfrau, Dresde.
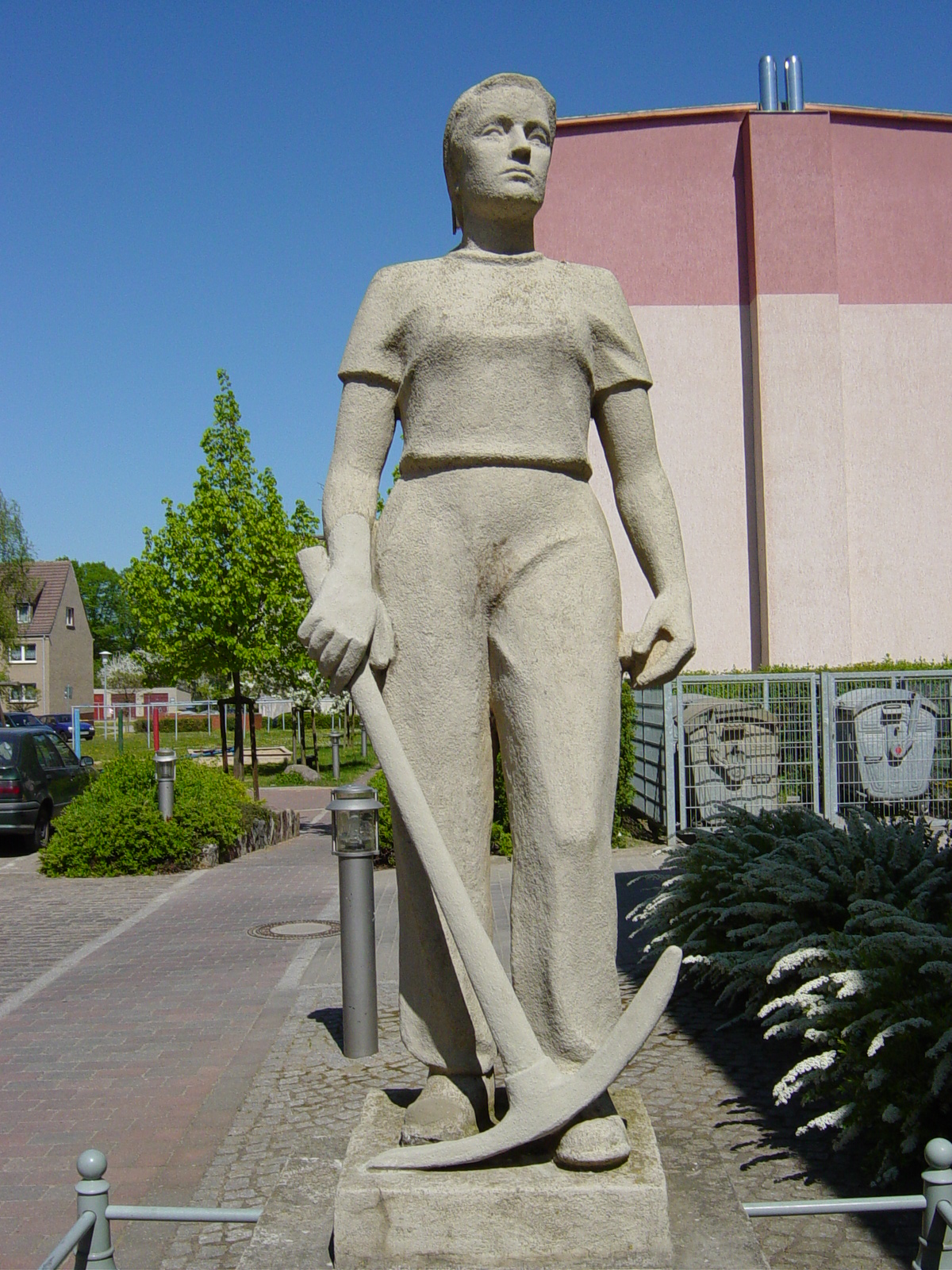
Trümmerfrau, Strasburg (Uckermark).
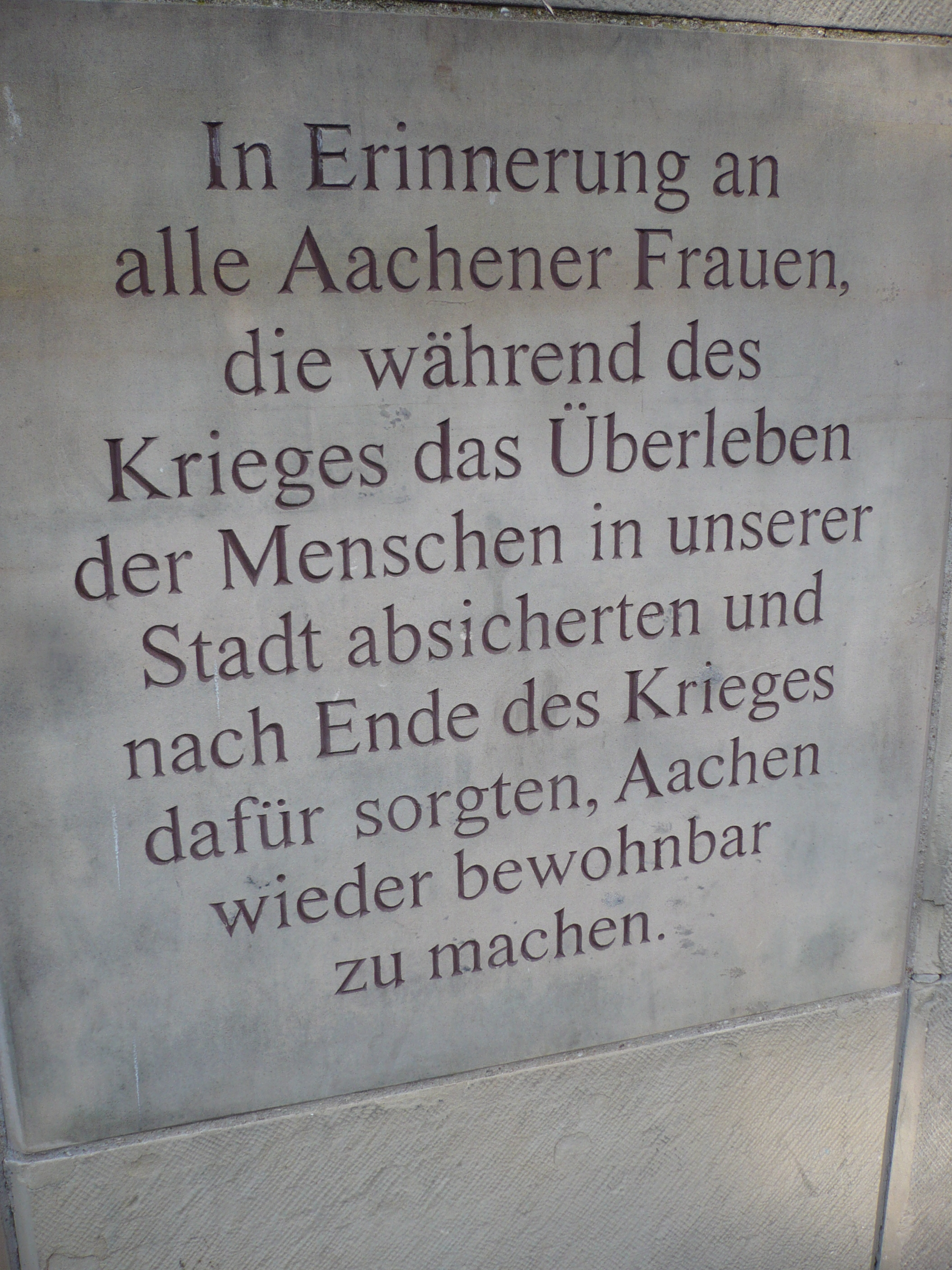
Aix-la-Chapelle.